# Bob Berg
Pour les articles homonymes, voir Berg.
Bob Berg est un saxophoniste de jazz américain, né le 7 avril 1951 à Brooklyn (New York) et mort le 5 décembre 2002 à Amagansett (New York).

## Biographie
Né en 1951, Bob Berg apprend le piano à l’âge de six ans. À 13 ans, il passe au saxophone alto.  Il étudie à la  « New York's High School of Performing Arts » et à la  « Juilliard School of Music ». Il abandonne l’alto, pour se consacrer exclusivement au saxophone ténor. En 1968, il fait ses débuts professionnels dans l’orchestre de l’organiste Jack McDuff.  Il est un temps chauffeur de taxi, puis chauffeur routier. En 1973, sur recommandations de son confrère Michael Brecker, il est embauché par Horace Silver. Il reste dans l’orchestre du pianiste trois ans, avant de rejoindre le groupe de Cedar Walton, « Eastern Rebellion », dans lequel il reste jusqu’en 1981.  À la même époque, il participe comme musicien de studio à l’enregistrement de nombreux disques de rock, de musique pop ou de variétés. En 1978, il enregistre son premier disque comme leader, «New Birth». Entre 1984 et 1987, il est dans l’orchestre de Miles Davis. Il fait un court passage dans l’orchestre de Tito Puente. En 1988, Berg fonde avec le guitariste Mike Stern son propre groupe. Il enregistre plusieurs disques sous son nom («Short stories», «Cycles», «In the shadow»,…) où l'on retrouve Mike Stern avec lequel il restera très complice jouant lui aussi sur les albums solo du guitariste.  En 1992, on le retrouve dans l’ « Acoustic Quartet » de Chick Corea. La même année, il fait une tournée sponsorisée par l’ « U.S. Department of State ». Il rejoint pour un temps le groupe Steps Ahead. En 2000, il rejoint l’orchestre « Jazz Time Superband » où il joue aux côtés de Randy Brecker, Joey DeFrancesco et Dennis Chambers. En 2002, il fonde avec le vibraphoniste Joe Locke le groupe « Four Walls Of Freedom ». Il meurt dans un accident automobile le 5 décembre 2002.
À l’origine très influencé par John Coltrane, Bob Berg a pratiqué avec un égal bonheur le hard bop et le  jazz fusion.

## Discographie

### Comme leader
- New Birth (1978)
- Steppin' : Live in Europe (1982)
- Short Stories (1987)
- Cycles (1988)
- In the Shadows (1990)
- Back Roads (1991)
- Virtual Reality (1992)
- Enter the Spirit (1993)
- Riddles (1994)
- The Best of Bob Berg (1995)
- Another Standard (1997)
- Jazz Times Superband (2000)

### Commesideman
- 2002 - The Complete Miles Davis at Montreux 1973-1991 : volumes 3 à 10, Casino de Montreux les 8 juillet 1984 et 14 juillet 1985;